# Borki (Możdżany)
Borki (niem. Borken) – osada wsi Możdżany w Polsce, położona w województwie warmińsko-mazurskim, w powiecie giżyckim, w gminie Kruklanki.
Przez wiele lat w miejscowości była siedziba Nadleśnictwa Borki, którą następnie przeniesiono do Kruklanek. Obecnie znajduje tam leśnictwo Sarnianka.
W latach 1975–1998 osada należała administracyjnie do województwa suwalskiego.

## Nazwa
28 marca 1949 r. ustalono urzędową polską nazwę miejscowości – Borki, określając drugi przypadek jako Borek, a przymiotnik – borecki.